# 2012年ロンドンオリンピックのルーマニア選手団
2012年ロンドンオリンピックのルーマニア選手団（2012ねんロンドンオリンピックのルーマニアせんしゅだん）は、2012年7月27日から8月12日にかけてイギリスの首都ロンドンで開催された2012年ロンドンオリンピックのルーマニア選手団、およびその競技結果。

## 概要
今大会は金メダル2個、銀メダル4個、銅メダル1個の合計7個のメダルを獲得した。
もともとはウエイトリフティングでも2人の選手がメダルを獲得したが、2020年の検査でどちらもドーピングが発覚したため、メダルが剥奪された。

## メダル
| メダル | 選手名 | 競技                 | 種目                |
| ------ | --- | -------------------- | ------------------- |
| 金     | サンドラ・イズバサ                                                                                                   | 体操                 | 女子跳馬            |
| 金     | アリン・ゲオルゲ・モルドベアヌ                                                                                       | 射撃                 | 男子10mエアライフル |
| 銀     | カタリナ・ポノル | 体操                 | 女子床              |
| 銀     | ロクサナダニエラ・ココス                                                                                             | ウエイトリフティング | 女子69kg級          |
| 銀     | ティベリウ・ドルニセアヌ ラレシュ・ドゥミトレスク ティベリウ・ドルニセアヌ アレクサンドル・シリテアヌ                | フェンシング         | 男子サーブル団体    |
| 銀     | アリナ・ドゥミトル                                                                                                   | 柔道                 | 女子48kg級          |
| 銀     | コリーナ・カプリオリウ                                                                                               | 柔道                 | 女子57kg級          |
| 銅     | カタリナ・ポノル ラリサ・アンドレア・ヨルダケ ディアナ・ラウラ・ブリマル ディアナ・マリア・ケラル サンドラ・イズバサ | 体操                 | 女子団体総合        |
| 銅     | ラズバンコンスタンティン・マルティン                                                                                 | ウエイトリフティング | 男子69kg級          |

## 参考資料
- 国際オリンピック委員会 London 2012 Summer Olympics - results & video highlights